# Bistum Jayapura
Das Bistum Jayapura (lat.: Dioecesis Iayapuraensis) ist eine in Indonesien gelegene römisch-katholische Diözese mit Sitz in Jayapura.

## Geschichte
Das Bistum Jayapura wurde am 12. Mai 1949 durch Papst Pius XII. mit der Apostolischen Konstitution Melius aptiusque aus Gebietsabtretungen des Apostolischen Vikariates Niederländisch-Neuguinea als Apostolische Präfektur Hollandia errichtet. Am 14. Juni 1954 wurde die Apostolische Präfektur Hollandia durch Pius XII. mit der Apostolischen Konstitution Ecclesiae fastos zum Apostolischen Vikariat erhoben. Das Apostolische Vikariat Hollandia gab am 19. Dezember 1959 Teile seines Territoriums zur Gründung der Apostolischen Präfektur Manokwari ab. Am 28. Juni 1963 wurde das Apostolische Vikariat Hollandia in Apostolisches Vikariat Kota Baru umbenannt. Das Apostolische Vikariat Kota Baru wurde am 12. Juni 1964 in Apostolisches Vikariat Sukarnapura umbenannt.
Am 15. November 1966 wurde das Apostolische Vikariat Sukarnapura durch Papst Paul VI. mit der Apostolischen Konstitution Pro suscepto zum Bistum erhoben und dem Erzbistum Merauke als Suffraganbistum unterstellt. Das Bistum Sukarnapura wurde am 25. April 1969 in Bistum Djajapura umbenannt. Am 22. August 1973 wurde das Bistum Djajapura in Bistum Jayapura umbenannt. Das Bistum Jayapura gab am 19. Dezember 2003 Teile seines Territoriums zur Gründung des Bistums Timika ab.

## Ordinarien

### Apostolische Präfekten von Hollandia
- Oscar Cremers OFM, 1949–1954

### Apostolische Vikare von Hollandia
- Rudolf Joseph Manfred Staverman OFM, 1956–1963

### Apostolische Vikare von Kota Baru
- Rudolf Joseph Manfred Staverman OFM, 1963–1964

### Apostolische Vikare von Sukarnapura
- Rudolf Joseph Manfred Staverman OFM, 1964–1966

### Bischöfe von Sukarnapura
- Rudolf Joseph Manfred Staverman OFM, 1966–1969

### Bischöfe von Djajapura
- Rudolf Joseph Manfred Staverman OFM, 1969–1972
- Herman Ferdinandus Maria Münninghoff OFM, 1972–1973

### Bischöfe von Jayapura
- Herman Ferdinandus Maria Münninghoff OFM, 1973–1997
- Leo Laba Ladjar OFM, 1997–2022
- Yanuarius Teofilus Matopai You, seit 2022